# Парування (криптографія)
Парувáння в криптографії — білінійне відображення {\displaystyle e:G_{1}\times G_{2}\to G_{T}} з двох криптографічних груп в третю, що використовується для побудови та аналізу криптосистем.

## Визначення
Наступне визначення використовується в більшості статей з криптографії.
Нехай {\displaystyle G_{1},G_{2}} - дві аддитивні циклічні групи простого порядку {\displaystyle q}, а {\displaystyle G_{T}} інша циклічна група порядку {\displaystyle q} записана мультиплікативно. Парування це відображення: {\displaystyle e:G_{1}\times G_{2}\rightarrow G_{T}}, яке задовільняє наступні властивості:
Білінійність{\displaystyle \forall a,b\in F_{q}^{*},\ \forall P\in G_{1},Q\in G_{2}:\ e\left(aP,bQ\right)=e\left(P,Q\right)^{ab}}
Невиродженість{\displaystyle e\neq 1}
ОбчислюваністьІснує ефективний алгоритм обчислення {\displaystyle e}.

## Зноски
1. ↑  Koblitz, Neal; Menezes, Alfred (2005). Pairing-Based cryptography at high security levels. LNCS. 3796.
2. ↑  How is it decided if $G_1$ and $G_2$ are two “additive” or “multiplicative” cyclic groups? Cryptography Stack Exchange